# Không ngại cưới, chỉ cần một lý do
Không ngại cưới, chỉ cần một lý do (tên cũ: Ngao hoa lục sắc) là một bộ phim truyền hình được thực hiện bởi Trung tâm Phim Truyền hình Việt Nam, Đài Truyền hình Việt Nam do Bùi Quốc Việt làm đạo diễn. Phim phát sóng vào lúc 21h40 thứ 5, 6 hàng tuần bắt đầu từ ngày 21 tháng 9 năm 2023 và kết thúc vào ngày 19 tháng 1 năm 2024 trên kênh VTV3.

## Nội dung
Không ngại cưới, chỉ cần một lý do xoay quanh câu chuyện của Hoàng Yến (Hoàng Thùy Linh) và Đình Đông (Nguyễn Trọng Lân) – hai anh em trong một gia đình có điều kiện ở nông thôn, đều quá tuổi lập gia đình nhưng vẫn độc thân. Yến – một sếp nữ "ác ma", một mình bươn chải để có được vị trí như hiện tại khiến cô có những tiêu chí cao đến mức bất khả thi để chọn bạn đời. Trái với Yến, Đông là một thiếu gia làng, sống không cần ước mơ, không khát vọng và đặc biệt tuyên bố không kết hôn. Anh chỉ cần sống khoẻ, không vi phạm pháp luật và chờ đến ngày được tiêu số tiền mình được thừa kế...

## Diễn viên
- Hoàng Thùy Linh trong vai Hoàng Yến[5][6]
- Nhan Phúc Vinh trong vai Bảo Phong[5][7]
- Nguyễn Trọng Lân trong vai Đình Đông[8]
- Lương Quỳnh trong vai Phương Huyền[9]
- Lại Phú Đôn trong vai Cụ Mão[8][10]
- Nguyễn Thanh Bình trong vai Ông Trọng[8][11]
- Phạm Bảo Hân trong vai Linh[12]
- Quang Anh trong vai Nam
- Đỗ Nhật Trường trong vai Sơn
- Thanh Quý trong vai Bà Giàu
- Lý Thanh Kha trong vai Cụ Sửu
- Bình Xuyên trong vai Cụ Tý
- Linh Huệ trong vai Bà Hòa
- Nguyễn Long Vũ trong vai Phúc
- Nguyễn Hà Trung (Trung Ruồi) trong vai Ân
- Dương Anh Đức trong vai Sĩ
- Hoàng Yến trong vai Thu
- Trịnh Huyền trong vai Xuân
- Nam Việt trong vai Quang
- Anna Linh trong vai Diệu
- Ngọc Anh trong vai Dung
- Nguyễn Thùy Dương trong vai "Mai"

Cùng một số diễn viên khác...

## Ca khúc trong phim
Ca khúc chủ đề của phim là bài hát "Yêu là phải nói", do Emcee L sáng tác và trình bày cùng với Badbie Sùng Minh Tâm.

## Sản xuất
Không ngại cưới, chỉ cần một lý do do Bùi Quốc Việt làm đạo diễn, kịch bản của phim do nhóm biên kịch Trần Diệu Linh và Ngô Thị Như Trang chấp bút. Bộ phim được khai máy từ cuối tháng 5 năm 2023 và đóng máy vào tháng 11 năm 2023. Vai chính của phim lần lượt được giao cho Hoàng Thùy Linh, Nhan Phúc Vinh, Nguyễn Trọng Lân và Lương Quỳnh thủ vai. Bộ phim đánh dấu sự trở lại của nữ ca sĩ Hoàng Thùy Linh sau bộ phim truyền hình năm 2019 Mê cung. Tác phẩm chính thức lên sóng vào lúc 21h40 thứ 5 và thứ 6 hàng tuần bắt đầu từ ngày 21 tháng 9 năm 2023 trên kênh VTV3, sau khi Gia đình mình vui bất thình lình kết thúc.

## Tiếp nhận
Tại thời điểm phát sóng, tác phẩm đã bị xem là bộ phim Việt giờ vàng "nhạt, gây thất vọng nhất năm 2023". Theo một nhận xét bởi tờ Công an nhân dân, màn thể hiện của diễn viên chính Hoàng Thùy Linh, từ tình huống phim đến thoại, vẫn chưa làm nổi lên hình ảnh của một nữ giám đốc và bị đánh giá là "thiếu cảm xúc, như đang đọc thuộc lòng kịch bản".
Dựa trên thống kê những chương trình có tỷ suất người xem cao nhất cả nước, bộ phim suốt nhiều tuần chỉ giữ ở rating thấp kỷ lục 3,7% và hầu như không thay đổi kể từ khi lên sóng. Trước đó, những phim giờ vàng của VTV thường duy trì mức rating trên 4%.

## Giải thưởng và đề cử
| Năm  | Giải thưởng    | Hạng mục                | (Người) đề cử    | Kết quả | Tham khảo            |
| ---- | -------------- | ----------------------- | ---------------- | ------- | -------------------- |
| 2023 | Ấn tượng VTV   | Diễn viên nam Ấn tượng  | Nguyễn Trọng Lân | Đề cử   | [ 21 ]               |
| 2024 | Giải Cánh Diều | Phim truyện truyền hình | —                | Đề cử   | [ 22 ] [ 23 ] [ 24 ] |